# Слобідка (Коломийський район)
Слобі́дка — село в Україні, у Городенківській міській громаді Коломийського району Івано-Франківської області.
Площа села — 11,606 км². Населення — 740 осіб (2021). До 12 червня 2020 року належало до Городенківського району. Відповідно до Розпорядження Кабінету Міністрів України від 12 червня 2020 року № 714-р: «Про визначення адміністративних центрів та затвердження територій територіальних громад Івано-Франківської області, увійшло до складу Городенківської міської громади».
З центром міської громади село сполучене автошляхами С090405 та P 24.

## Назва
Сучасної назви село набуло 7 червня 1946 року указом Президії Верховної Ради УРСР, який перейменовав село Слобідка Пільна Гвіздецького району на село Слобідка і Пільно-Слобідську сільську Раду — на Слобідську. Стара назва не була стійкою, внаслідок чого побутували різні форми запису: Слобідка Пільна, Слободка Польна, Слобудка.
Назва заснована на зменшувальній формі слова «слобода». Атрибутивна частка «пільна» вказувала на розташування села на незайманих польових територіях.

## Географія
Слобідка географічно розташована в східній частині Передкарпатської височини, на середній висоті — 288 метрів над рівнем моря, у межиріччі приток Прута — Чорняви та Белелуї, на сході історичного регіону Покуття. Рельєфно є частиною городенківської горбисто-хвилюватої височини. Адміністративно Слобдіка знаходиться — у центральній частині Коломийського району, за 3 км від сіл Сороки, Вишнівка та Хом'яківка, за 4 км від села Берем'яни, за 6 км від Торговиці та за 60 км від Івано-Франківська. Площа села 11,606 кв. км. У Слобідці — дев'ять вулиць: імені Гелевана, Івана Кривого, Тарас Шевченка, Івана Франка, Роман Шухевича, Юрія Гагаріна, Січових Стрільців, Молодіжна та Вишнева.

## Археологія

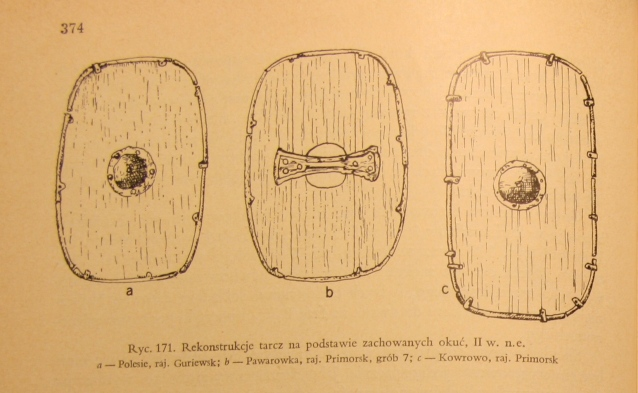
Зображення пшеворського щита з характерним умбоном

В 1859 році в околицях села було випадково виявлене ґрунтове поховання пшеворської культури — Слобідка I. У державному реєстрі пам'яток археології Івано-Франківської області, взятих на облік під охорону рішенням облвиконкому № 9 від 24 січня 1989 року пам'ятка розташований під номером охоронним 526. Могила містила керамічну поховальну урну накриту, залишеним від щита залізним (або мідним) умбоном та обмотану зігнутим мечем, що є характерною рисою пшеворського поховального обряду. Урна та меч були втрачені, а умбон потрапив на зберігання до краківського музею. Поховання, імовірно, належить до початку III століття.
Також відомо про знахідки римських монет на території села.

## Історична довідка
Перша згадка про Слобідку відноситься до 1640 року. Імовірно, що до її заснування була причасна родина Потоцьких, які володіли Гвіздцем та його околицями успадкованими від шляхтичів Бучацьких протягом XVII—XVIII століть. Про належність села до володінь перших свідчить факт будівництва Миколою Потоцьким Городенківському костелу та утримання театинського монастиря при ньому, у тому числі за рахунок Слобідки. Після згасання місцевої гілки даної родини в першій половині XVIII століття, село одідичили князі Пузини, а з другої половини XIX вірменьска родина Мойс-Росохацьких.
На кінець ХІХ століття найбільшим землевласником у селі був родоначальник останніх, зем'янин Ян Мойса-Росохацький, якому належало 746 моргів поля, а решті селян — 686 моргів. У селі була добровільна пожежна дружина, яка для гасіння пожеж мала кінну пожежну сикавку. У пожежній дружині чергували всі сільські працездатні чоловіки. Розміщувалась вона на сільській толоці під церковним горбом.
Протягом 1909 року в селі відбувся спалах тифу, внаслідок якого померло 15 жителів села.
У 1913 році в селі створюється осередок Товариства Січових Стрільців, а з початком Першої світової війни у 1914-му шестеро слобідчан вступають до Легіону Українських Січових Стрільців та ще близько чотирьох десятків мобілізовані до інших підрозділів австрійської армії, що брали участь у воєнних діях проти Російської імперії та Королівства Італії. Протягом війни село двічі опиняється в російський окупації у 1914 та 1915 роках. Під час другої з них, свої землі (600 моргів) та маєтності в Слобідці залишив дідич села Анджей Мойса-Росохацький. Після остаточного розпаду Австро-Угорської монархії стрільці в складі Української Галицької Армії борються проти окупаційних румунської та польської армій. Тим не менш село було послідовно зайняте першими та другими протягом 1919-го.
У 1920 році після розпуску УГА троє з шести односельчан повертаються в село. Польська окупаційна адміністрація почала заселення колоністами — на 23.10.1921 було розселено 15 родин (69 осіб), яким надано 188 моргів поля.
У 1930-х роках у селі з'явився осередок Комуністичної партії Західної України.
18 вересня 1939 року на зміну польській владі прийшла окупаційна радянська. Внаслідок цього, відбулись репресії проти трьох сотень польських жителів села та депортація їх до Сибіру, практично, у повному складі. Протягом червня 1941 р — березня 1944 р. — село знаходилось під німецькою окупацією, жертвами якої стало вже єврейське населення та працездатна українська молодь примусово вивезено до Німеччини, у якості остарбайтерів. Тим не менш, Слобідка уникла воєнних дій, внаслідок розташування обабіч важливих логістичних шляхів.
Під час Другої Світової війни та в перші повоєнні роки у селі також активно діяла мережа ОУН-УПА. Місцева жителька, Кисилиця Ганна Михайлівна, на псевдо Чорнява, була надрайонним провідником жіночої сітки ОУН. 1946—1947 рр. — у селі розпочались масові, організовані більшовицькою владою, арешти українського підпілля та депортація їхніх сімей до Сибіру. Окрім цього українське населення Слобідки стало жертвами примусової колективізації та подальшого голодомору 1946—1947 років. Також у село було переселено декілька сімей етнічних українців з території Польщі.
В 1948 році клуб, який належав польській шляхті, було перевезено громадою в центр села. При клубі в той час існували драматичний, хоровий та танцювальний гуртки. У 1960-ті роки в селі була восьмирічна школа, побудована крамниця та ряд громадських споруд у колгоспі. 12 липня 1995 року — розпочалась газифікація села.

### Голови села

#### Дідичі
- Ян Теодорик Потоцький — до 1641—1664
- Богуслав Потоцький — 1664 — до 1693
- Анджей Єжи Потоцький — до 1693 — до 1710
- Софія Потоцька — до 1710 — бл. 1730
- Констанція Пузина — бл. 1730 — бл. 1770
- Ян з Дуклі-Філіпп-Нереуш-Антоній Пузина — бл. 1770—1830
- Юзеф-Вінсентій Пузина — 1830—1862
- Ян Мойса-Росохацький — бл. 1875 — ?
- Анджей Мойса-Росохацький — бл. 1904 — ?

#### Війти
- Тарновецький Семен Іванович — бл. 1787
- Тарновецький Михайло Іванович — бл. 1885—1889
- Кисилиця Данило Михайлович — бл. 1889—1894

#### Старости
- Грушецький Василь Йосипович
- Симак Василь Михайлович — 1960-ті
- Матковський Василь Дмитрович — 1969
- Андрейчук Василь Іванович
- Перегінчук Іван Миколайович
- Прокопчук Микола Васильович
- Марусик Петро Васильович
- Марусик Анастасія Василівна — до 1973
- Павлюк Гафія Миколаївна
- Григорчук Марія Іванівна
- Тарновецький Микола Петрович
- Стецик Микола Федорович
- Тарновецький Мирослав Михайлович — 1 термін
- Вівчарик Василь Іванович — 2002 — 6.02.2005
- Тарновецький Мирослав Михайлович — 2 та 3 терміни, з 26.03.2006
- Кисилиця Василь Васильович
- Пінкевич Мирослава Михайлівна

## Освіта

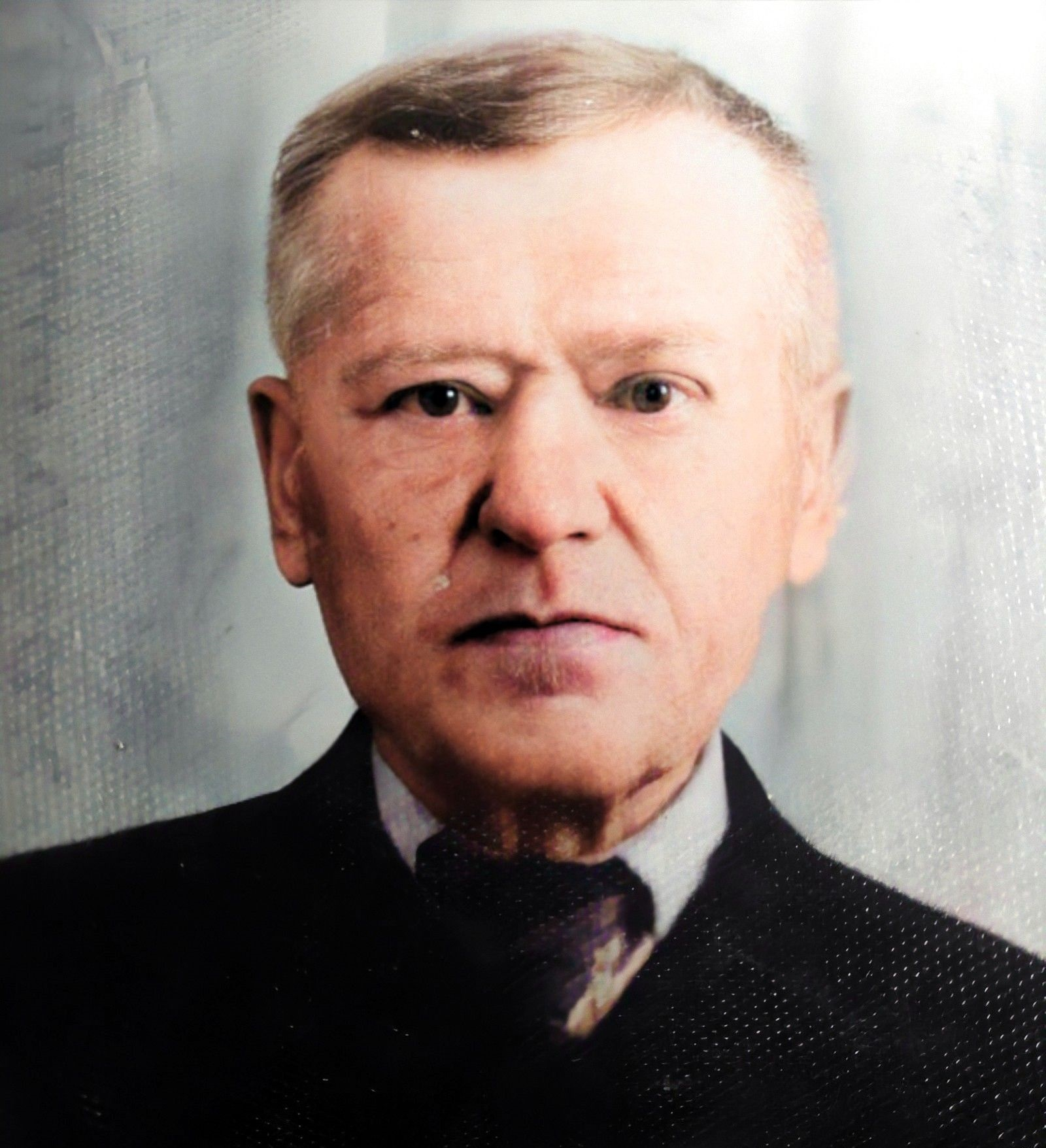
Івано Семенович Кривий

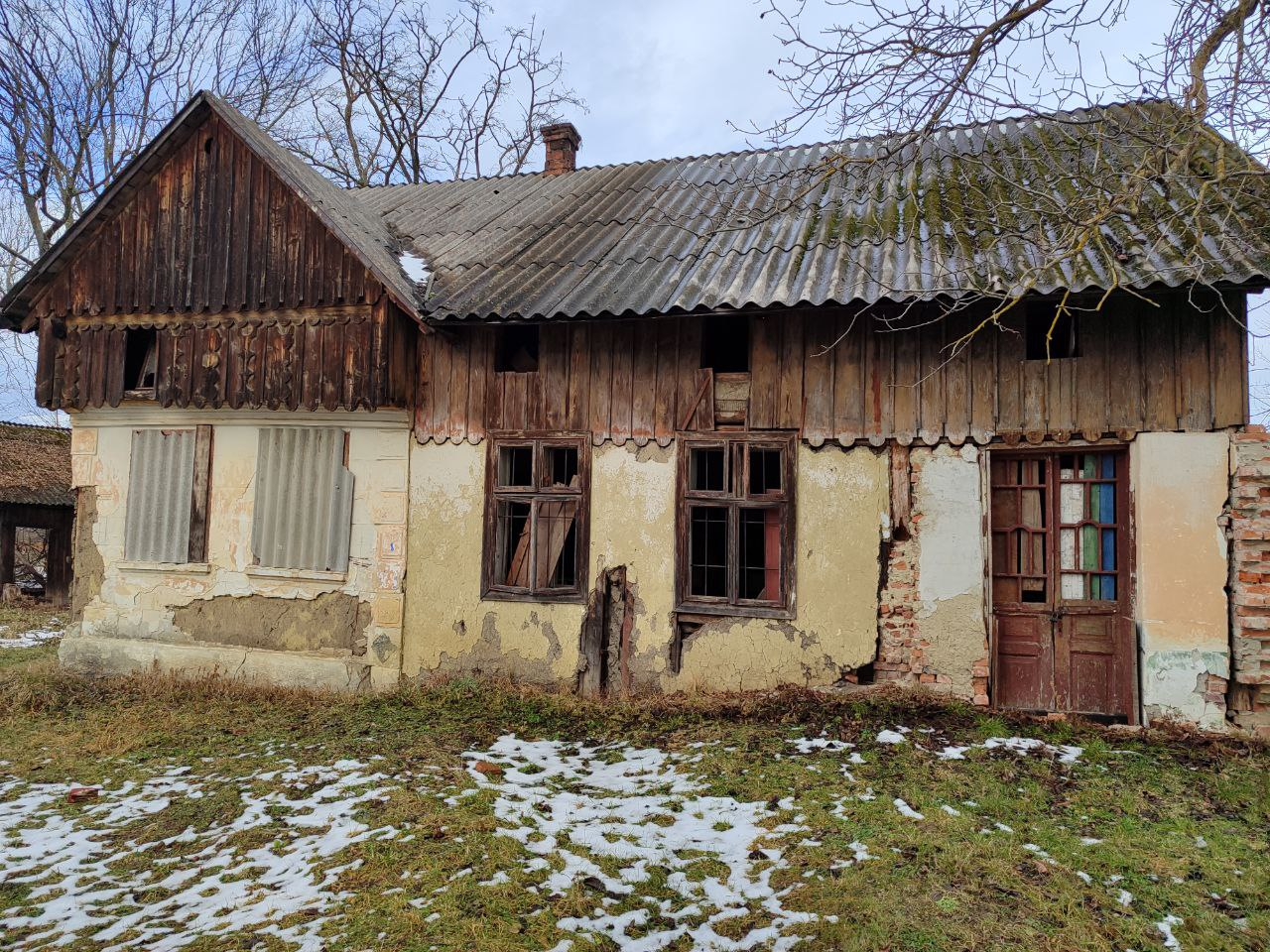
Приміщення старої школи Івана Кривого

Зародження сільського шкільництва пов'язане з особою «Відмінника народної освіти» Івана Семеновича Кривого (1870—1961), який прибув до Слобідки в 1902 році, імовірно, з села Кобаки. В 1904 році почалось будівництво школи, яке через два роки було закінчено. З кожним роком кількість учнів збільшувалась, до 1910 року в Слобідській початковій школі вже навчалось 40—50 учнів і працювало два вчителі. Навчання дітей українських та польських жителів села відбувалось роздільно.
Під кінець ХІХ — початок ХХ століття, внаслідок пожвавлення національного відродження як по всій Західній Україні, створюється осередок «Просвіти», організовується хата-читальня.
У вересні 1944 року в селі організовано семирічну школу, у якій навчали 6 вчителів. Ще один педагог, який працював з 1955 року в Слобідці — Томчук Іван Васильович. Його називали «постійно працюючим» завучем. Навчав у школі географію, був авторитетним як у селі, так і серед вчителів. У листопаді 1988 року він трагічно загинув, внаслідок ДТП.
В 1978 р. — збудовано нову двоповерхову школу на 162 учнівських місць. 9 травня 1990 року в сільській школі відбулося урочисте відкриття музею Історії села. Тут зібрані матеріали про будівництво церкви, фотографії Євангелія, перша вулиця в селі, розміщення сільської читальні, с/ради, школа, дані про Кривого І. С. Станом на 2009-й у школі працював 21 вчитель та навчалося 70 учнів. Було відкрито дитячий садочок у якому налічувалось 17 дітей. У 2016 році на базі Слобідської ЗОШ створено НВК (навчально-виховний комплекс), у якому об'єднані школа і садок.
Слобідська ЗОШ І—ІІ ст. користується земельною ділянкою площею 0,60 га.

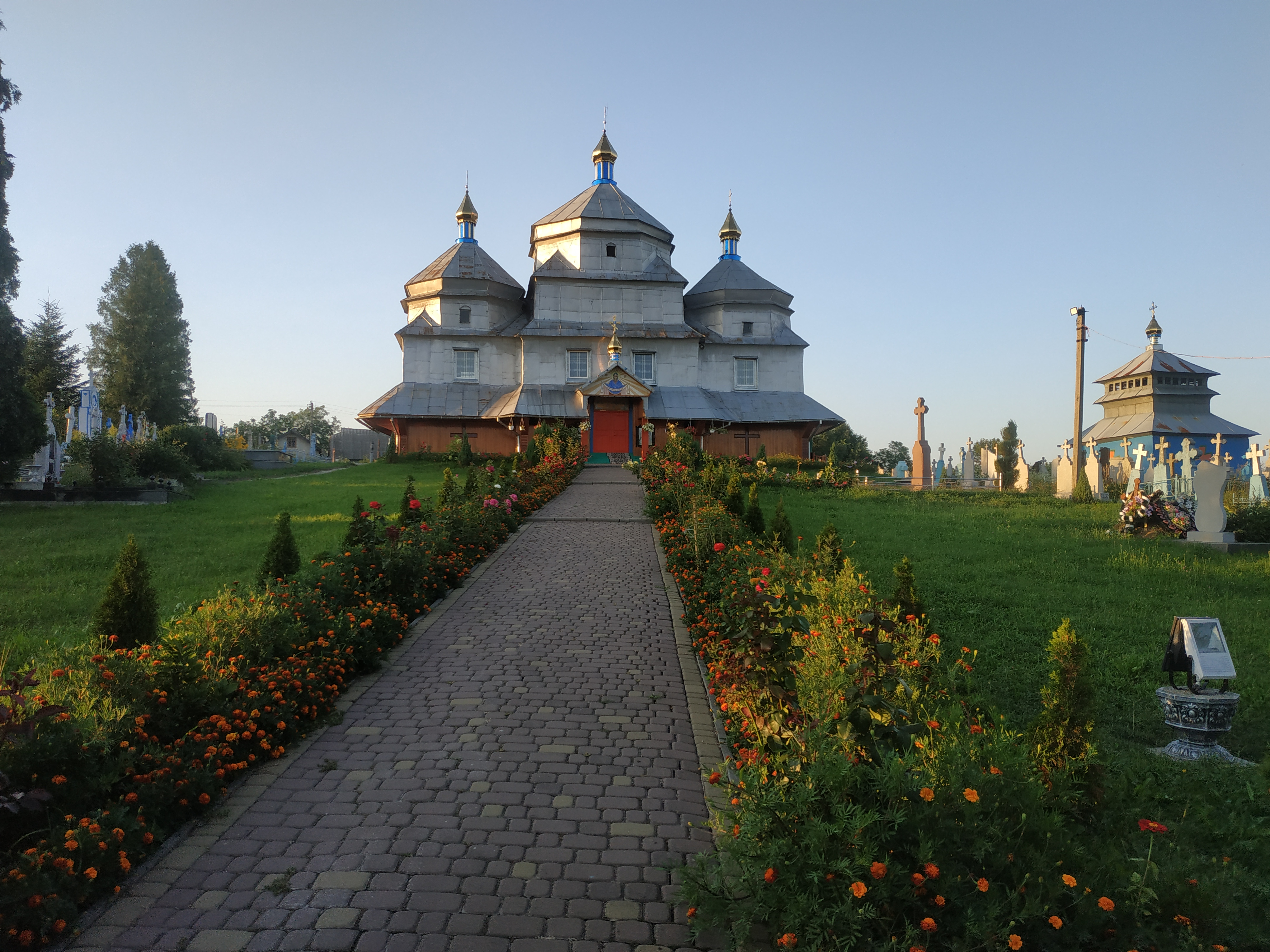
Церква Покрова Пресвятої Богородиці та Старий цвинтар

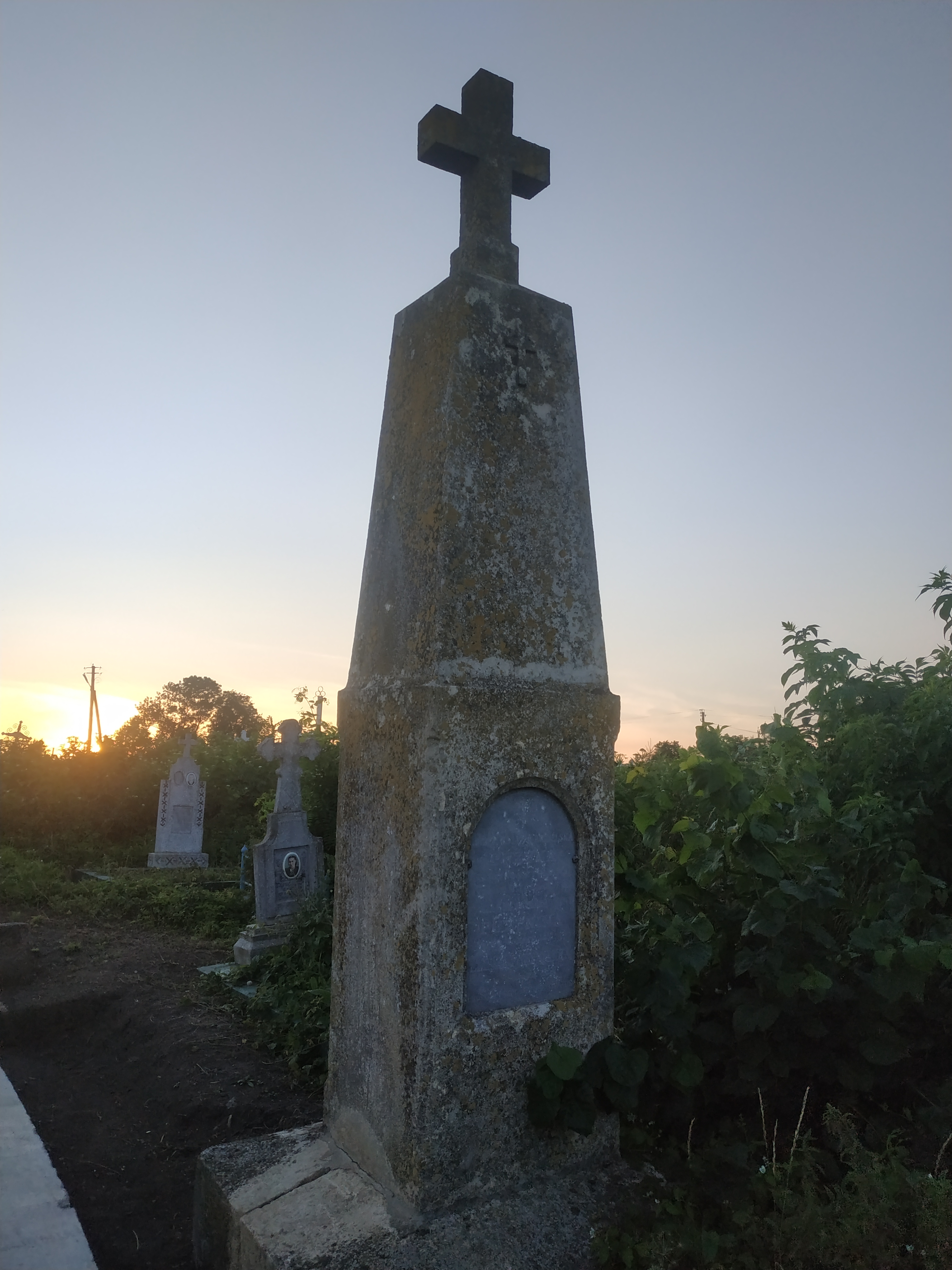
Могила Юзефа Пузини з родиною

## Релігія

### Церква Покрова Пресвятої Богородиці
Про ранню історію даного храму відомо вкрай мало. Існування, наразі втрачених, церковних метрик від 1747 року року дозволяє припустити, що церква існувала ще в першій половині XVIII століття. У 1780 році будівництво нового приміщення церкви Покрови Пресвятої Богородиці фундував мешканець села Василь Кешинський та громада. Цей ж храм зображено на мапі Фрідріха фон Міга, від 1769—1783 років. Сучасне приміщення церкви було збудоване в 1848—1852 роках, коштом, похованого на її цвинтарі, дідича Юзефа Пузини та селян.
Протягом радянської окупації було, спершу, змінено конфесійну приналежність церкви. На місце Української греко-католицької церкви до якої, історично, належав храм прийшла Російська православна церква. У 1961-му, незважаючи на спротив населення, храм було закрито. У 1981-му — розграбовано церковні приналежності. Жителями села було переховано та збережено Євангеліє, позолочені чаші, кілька підсвічників.
12 лютого 1989 рік — у церкві, під проводом греко-католицького священика Олега Качмарського, відновлено богослужіння. Організовано церковний хор, керівником якого була Палійчук Мирослава Степанівна, жителька села Хвалибога. Серпень 1990 року — після реставраційних робіт у церкві, ззовні та всередині, проходить урочисте висвячення церкви, на якому був присутній владика Андрій із Івано-Франківська. Згодом храм отримав статус пам'ятки архітектури місцевого значення (охоронний номер 682-М). Реставраційні та будівельні роботи проводились і надалі: з 1991 по 1992 роки — відбулось перекриття церкви бляхою, в 1992-му — створення нового розпис Храму, у 2010-му — з ініціативи настоятеля, церковне подвір'я обставлене бруківкою.
Незважаючи на історичну приналежність до УГКЦ, громада села вирішила зберегти православну конфесійну приналежність, проте — у складі Православної церкви України.
2008 року — з архієрейською візитацією парафію відвідав, правлячий на той час, Єпископ Коломийський і Косівський Іоан (Бойчук). 4 березня 2021 року, із Архіпастирським візитом, Храм Покрови Пресвятої Богородиці села Слобідка відвідав Преосвященний Єпископ Коломийський і Косівський Юліан, який, з урахуванням карантинних вимог, у співслужінні духовенства, звершив Архієрейську Божественну Літургію та Акафіст усім святим. Також, з благословення Блаженнішого Митрополита Київського і всієї України Епіфанія, Преосвященний Владика Юліан нагородив релігійну громаду Храму Благословенною Митрополичою Першосвятительською Грамотою.
Церква розташована у центральній частині села на високому пагорбі та користується земельною ділянкою площею 4,33 га. Довкола храму розташовується Старий сільський цвинтар.

#### Архітектура церкви
Церква є тризрубною та триверхою. При північній стіні вівтаря прибудована велика захристія. Головний вхід з півдня до нави, також є вхід з заходу до бабинця. Під опасанням стіни ошальовані вертикально дерев'яною вагонкою, над опасанням, як і верхів — оббиті бляхою, ймовірно, давніше. Об'єм нави є вищим за інші за рахунок четверика з одним заломом. З південного сходу від церкви збереглася дерев'яна двоярусна дзвіниця. Архітектурно, храм є найбільш близьким до гуцульського типу українських дерев'яних церков.

#### Настоятелі
- о. Георгій Казанкевич (до 1786 — бл. 1796 рр.)
- о. Василь Тарнавецький (бл. 1796 — 1802) — парох Рогині.
- о. Георгій Проскурніцький (бл. 1803 — 1822 рр.)
- о. Антоній Федорович (1822) — парафіяльний адміністратор Слобідки.
- о. Ігнацій Чомкєвич (бл. 18231828 рр.) — парох Винограда.
- о. Ігнацій Лопатинський (після 1828) — парох Гвіздця.
- о. Йосип Майковський (зг. 1847) — парох Гвіздця.
- о. Гаврило Майковський (до 1878 — після 1896 рр.) — парох Гвіздця.
- о. Михаїл Снігурович (зг. 1909 р.) — парох Гвіздця
- о. Євген Савчинський (до 1925 — після 1939 рр.) — парох Гвіздця.
- о. Дмитро Вахняк (до 1947 — 1948) — парох Сороків.
- о. Любомир Давидяк (1948) — парох Винограда.
- о. М. Фесюк (1948—1949) — парох Торговиці.
- о. Любомир Давидяк (1949 — бл. 1952) — парох Винограда.
- о. Мирослав Гайдучак (бл. 1954 — 1957) — парох Гвіздця.
- о. Антон Карйович (1957—1960)
- о. Журій (1960—1961)
- о. Олег Кочмарський (1986—1989) — парох Сороків.
- о. Микола Щербатюк (1989—1992) — парох Сороків.
- о. Микола Кравчук (з 1992 р.) — парох Сороків.

### Каплиці
У селі встановлено чотири каплиці — в 1937, 2000, 2010, 2013 роках. Останню збудовано на пожертви парафіян, на честь Івана Богослова.
У 1905 році у Слобідці також було збудовано єпархіальну каплицю Гвіздецького костелу, проте ця римо-католицька святиня було зруйнована у 1950-х.

## Населення

### Мова
Розподіл населення за рідною мовою за даними перепису 2001 року:
| Мова       | Кількість | Відсоток |
| ---------- | --------- | -------- |
| українська | 765       | 99.61%   |
| російська  | 3         | 0.39%    |
| Усього     | 768       | 100%     |

### Статистичні дані
| Населення села Слобідка: | Населення села Слобідка: | Населення села Слобідка: | Населення села Слобідка: | Населення села Слобідка: |
| Рік                      | Всі жителі               | Українці                 | Поляки                   | Євреї                    |
| ------------------------ | ------------------------ | ------------------------ | ------------------------ | ------------------------ |
| 1870                     | 524                      | ?                        | ?                        | ?                        |
| 1880                     | 540                      | ?                        | ?                        | ?                        |
| 1900                     | 739                      | 737                      | 2                        | -                        |
| 1910                     | 760                      | 745                      | 15                       | -                        |
| 1921                     | 708                      | 477                      | 231                      | -                        |
| 1939                     | 1270                     | 860                      | 395                      | 13                       |
| 1989                     | 775                      | 775                      | -                        | -                        |
| 2001                     | 768                      | 768                      | -                        | -                        |
| 2009                     | 760                      | 760                      | -                        | -                        |
| 2021                     | 740                      | 740                      | -                        | -                        |

### Довгожителі села

#### Список довгожителів
- Грушецька Ганна Федорівна (1926 — 2011)
- Кисилиця Євдокія Миколаївна (1922 — 2014)
- Кисилиця Гафія Василівна (1927 — 2021)
- Лисюк Марія (1903 — 1994)
- Томчук Дарія Михайлівна (нар. 1928)
- Тарновецька Гафія Петрівна (1932 — 2023)
- Стецик Варвара Василівна (нар. 1930)
- Валігурська Євдокія Петрівна (1932 — 2022)
- Стецик Петро Федорович (1932 — 2023)
- Чопей Іван Олексійович (нар. 1932)
- Тарновецька Марія Миколаївна (1930 - 2025)

#### Хронологія найстаріших жителів села[17]
| Дата становлення | ПІБ                        | Дата народження | Дата смерті | Досягнутий вік |
| ---------------- | -------------------------- | --------------- | ----------- | -------------- |
| До 1878          | Кисилиця Анна              | 1809            | 19.05.1882  | 73 роки        |
| 19.05.1882       | Довганюк Григорій          | 1811            | 23.11.1886  | 75 років       |
| 23.11.1886       | Бабійчук Євдокія           | 1814            | 18.11.1889  | 75 років       |
| 18.11.1889       | Тарновецький Степан Миколи | 1815            | 11.01.1893  | 77 років       |
| 11.01.1893       | Бабійчук Параскева         | 1823            | 19.10.1895  | 72 роки        |
| ?                |                            |                 |             |                |
| До 1909 року     | Тарновецький Михайло Івана | 1835            | 20.02.1909  | 74 роки        |
| ?                |                            |                 |             |                |
| До 1925 року     | Григорчук Василь           | 1844            | 30.04.1927  | 83 роки        |
| 30.04.1927       | Кисилиця Павло             | 1850            | 24.07.1927  | 76 років       |
| 24.07.1927       | Скрипейчук Микола          | 1850            | 03.01.1935  | 85 років       |
| ?                |                            |                 |             |                |

### Жителі села, учасники світових воєн

#### Учасники Першої світової війни
- Бабійчук Іван (1888—1918) — шутце 1-ї роти, 36-го коломийського піхотного полку крайової оборони. Загинув у бою 24 серпня 1918 року.
- Бабійчук Микола (1885—1918) — стрілець ерзац-резерву 24-го галицько-буковинського піхотного полку імені Ріттера фон Куммера. Полонений російськими військами, 25 лютого 1916 року перебував у Слободському.
- Валігурський Дмитро (1892—?) — стрілець ландштурму 80-го галицького піхотного полку імені Вільгельма Ернста великого герцога Саксен-Веймар-Ейзенахського, герцога Саксонського[en]. Поранений 10 травня 1916 року. Надалі — загинув.
- Валігурський Іван (1875—?) — стрілець ландштурму 3-ї роти, 36-го коломийського піхотного полку крайової оборони. Поранений 5 травня 1915-го. Подальша доля невідома.
- Валігурський Іван (1891—?) — стрілець ландштурму 3-ї роти, 24-го галицько-буковинського піхотного полку імені Ріттера фон Куммера. Загинув між 1 та 10 липня 1915-го.
- Гаповий Микола (1887—?) — єгер резерву 4-ї роти, 30-го польового єгерського батальйону. Полонений 13 лютого 1915 року. Подальша доля невідома.
- Гелеван Іван Петрович (1895—1933) — стрілець ландштурму 12-ї роти, 55-го галицького піхотного полку. Двічі поранений 12 листопада 1915 і 6 січня 1917 років.
- Григорчук Іван (1891—?) — стрілець ландштурму 8-ї роти, 24-го галицько-буковинського піхотного полку імені Ріттера фон Куммера. Поранений 16 квітня 1915 року. Надалі — полонений російськими військами, 16 вересня 1915-го перебував у Петропавловську, 13 жовтня того ж року і 3 квітня 1917-го в Конюхові. Подальша доля невідома.
- Грушецький Микола Григорович (1889—1942) — стрілець 2-ї резервної роти, 36-го коломийського піхотного полку крайової оборони. Полонений російськими військами, 7 вересня 1915 року перебував у Москві, а 18 листопада того ж року в Омську. Надалі — звільнений з полону.
- Грушецький Михайло (1875—?) — стрілець ландштурму 55-го галицького піхотного полку. Полонений російськими військами, 7 лютого 1918-го перебував в Оренбурзі. Подальша доля невідома.
- Долинюк Микола (1896—?) — стрілець 1-ї роти, 20-го станіславського піхотного полку крайової оборони. Поранений 29 липня 1916 року, подальша доля невідома.
- Дьячук Федір (1890—?) — стрілець 2-ї ерзац-роти, 24-го галицько-буковинського піхотного полку імені Ріттера фон Куммера. Полонений російськими військами, 2 березня 1915 року перебував у Барнаулі. Подальша доля невідома.
- Кисилиця Василь (1896—?) — стрілець ландштурму 3-ї роти, 80-го галицького піхотного полку. Поранений 13 червня 1917 року. Подальша доля невідома.
- Кисилиця Дмитро (?-?) — стрілець 12-ї роти, 80-го галицького піхотного полку. Поранений 25 лютого 1916 року. Подальша доля невідома.
- Кисилиця Іван (1883—1915) — стрілець ерзац-резерву 19-го львівського піхотного полку крайової оборони. Загинув 30 серпня 1915-го.
- Кисилиця Іван (1883/6—?) — стрілець резерву 2 роти, 24-го галицько-буковинського піхотного полку імені Ріттера фон Куммера. Полонений російськими військами, 16 вересня 1915 року перебував у Петропавловську. Подальша доля невідома.
- Кисилиця Іван (1887—?) — стрілець ландштурму 3-ї ерзац-роти, 55-го галицького піхотного полку. Полонений російськими військами, 17 лютого 1917 року перебував у Моршанську. Подальша доля невідома.
- Кисилиця Іван (1888—?) — стрілець 24-го галицько-буковинського піхотного полку імені Ріттера фон Куммера. Полонений російськими військами, 3 січня 1918 року перебував в Алексіні. Подальша доля невідома.
- Кисилиця Іван (1889—?) — стрілець 5-ї роти, 55-го галицького піхотного полку. Поранений 10 жовтня 1915 року, подальша доля невідома.
- Кисилиця Іван (1890—?) — стрілець 11-ї роти, 24-го галицько-буковинського піхотного полку імені Ріттера фон Куммера. Поранений 16 квітня 1915 року. Подальша доля невідома.
- Кисилиця Лесь (1876—1915) — стрілець 3-ї роти, 36-го коломийського піхотного полку крайової оборони. Загинув 24 березня 1915-го.
- Кисилиця Микола (1880—?) — стрілець ерзац-резерву 3-ї роти, 24-го галицько-буковинського піхотного полку імені Ріттера фон Куммера. Поранений 24 грудня 1915 року. Подальша доля невідома.
- Кисилиця Михайло (1892—?) — стрілець ландштурму 3-ї роти, 80-го галицького піхотного полку імені Вільгельма Ернста великого герцога Саксен-Веймар-Ейзенахського, герцога Саксонського. Поранений 24 травня 1917 року, подальша доля невідома.
- Кисилиця Петро (1887—?) — стрілець ландштурму 1-ї і 16-ї рот, 55-го піхотного полку. Поранений 12 листопада 1915 року і 25 червня 1918-го, подальша доля невідома.
- Кобилянський Олекса (1892—1917) — стрілець 778-го будівного полку. Загинув 23 липня 1917 року.
- Лесюк Федір (1896—?) — стрілець ландштурму 2-ї роти, 24-го галицько-буковинського піхотного полку імені Ріттера фон Куммера. Поранений 26 січня 1918 року. Подальша доля невідома.
- Москалюк Василь (1892—?) — стрілець 4-ї роти, 34-го ярославського піхотного полку крайової оборони. Полонений російськими військами, 10 жовтня 1916 року перебував у Барнаулі. Подальша доля невідома.
- Микитюк Микола (1880—?) — стрілець 5-ї роти, 20-го станіславського піхотного полку крайової оборони. Загинув 21 січня 1917-го.
- Микитюк Микола Юрійович (1895—?) — стрілець 9-ї роти, 20-го 55-го галицького піхотного полку. Загинув 5 жовтня 1915-го.
- Михальчук Іван Миколайович (1891—?) — стрілець ландштурму, 13-ї роти, 80-го галицького піхотного полку імені Вільгельма Ернста великого герцога Саксен-Веймар-Ейзенахського, герцога Саксонського. Поранений 18 грудня 1915 року, подальша доля невідома.
- Михальчук Іван (1894—1916) — улан резервного ескадрону ландштурму 7-го галицького уланського полку імені ерцгерцога Франца Фердинанда, загинув 26 вересня 1916 року.
- Михальчук Микола (1891—?) — стрілець 4-ї роти, 55-го галицького піхотного полку. Поранений 8 лютого 1916 року Подальша доля невідома.
- Михальчук Михайло (1897—1917) — стрілець ландштурму 24-го галицько-буковинського піхотного полку імені Ріттера фон Куммера. Полонений італійськими військами 25 жовтня 1917 року, загинув у полоні, того ж року.
- Михальчук Петро (1888—?) — стрілець резерву 24-го галицько-буковинського піхотного полку імені Ріттера фон Куммера. Полонений російськими військами, 25 лютого 1916 року перебував в Уржумі, 3 квітня 1917 все ще залишався в полоні. Подальша доля невідома.
- Москалюк Василь (1892—?) — стрілець 4-ї роти, 24-го галицько-буковинського піхотного полку імені Ріттера фон Куммера. Полонений російськими військами, 2 березня 1915 року перебував у Барнаулі. Подальша доля невідома.
- Палій Василь (1878—1917) — ефрейтор ландштурму 6-ї роти, 22-го далматинського піхотного полку імені графа фон Лаці, загинув 17 жовтня 1917 року.
- Прокопчук Микола (1894—?) — стрілець ландштурму 6-ї роти, 80-го галицького піхотного полку імені Вільгельма Ернста, великого герцога Саксен-Веймар-Ейзенахського, герцога Саксонського. Поранений 1 червня 1917 року, подальша доля невідома.
- Тарновецький Іван (1878—?) — стрілець 5-ї роти, 80-го галицького піхотного полку крайової оборони. Полонений італійськими військами 6 липня 1917-го. Подальша доля невідома.
- Тарновецький Іван (1887—?) — стрілець 12-ї роти, 20-го станіславського піхотного полку крайової оборони. Поранений 29 липня 1916-го. Подальша доля невідома.
- Тарновецький Василь (1889—1916) — стрілець 8-го празького піхотного полку крайової оборони. Загинув 14 грудня 1916 року.
- Тарновецький Василь (1889—?) — стрілець ландштурму 1-ї роти, 36-го коломийського піхотного полку крайової оборони. Полонений російськими військами, 30 жовтня 1917 року перебував у Тюмені. Надалі — звільнений з полону і поранений 3 червня 1918-го. Подальша доля невідома.
- Тарновецький Олександр (1894—?) — шутце ландштурму 11-ї роти, 20-го галицького піхотного полку імені графа прусського Генріха. Поранений 16 червня 1917 року. Подальша доля невідома.

#### Учасники Другої світової війни:[26]
- Баланик Василь Іванович (1912—?) — червоноармієць, мобілізований 10.05.1944, зник безвісті 02.04.1945 року, надалі — загинув.
- Валігурський Іван Петрович (1895—?) — червоноармієць, мобілізований 12.05.1944, комісований на роботи в Криворізькому залізорудному басейні 28.06.1944 року.
- Василевич Ярослав Петрович (1922—?) — рядовий, мобілізований 12.05.1944, комісований на роботи в Криворізькому залізорудному басейні 28.06.1944 року.
- Вівчарик Михайло Андрійович (1902—?) — рядовий, мобілізований 12.05.1944, комісований на роботи в Криворізькому залізорудному басейні 28.06.1944 року.
- Ганзяк Семен Олексійович (1921—?) — червоноармієць, мобілізований 10.05.1944, зник безвісті в грудні 1944 року.
- Гелеван Василь Федорович (1902—?) — рядовий, мобілізований 12.05.1944, комісований на роботи в Криворізькому залізорудному басейні 28.06.1944 року.
- Гелеван Іван Василинович (1913/14—1945) — рядовий, мобілізований 13.05.1944, загинув при форсуванні ріки Одер у лютому 1945 року.
- Григорчук Микола Васильович (1910—1945) — червоноармієць, мобілізований 10.05.1944, загинув у бою 11.04.1945 року, похований у селі Светий Урбан, у Хорватії.
- Григорчук Микола Іванович (1921—?) — червоноармієць, мобілізований 13.05.1944, зник безвісті в травні 1945 року.
- Григорчук Петро Іванович (1890—1944) — червоноармієць 7-го окремого запасного саперного полку, мобілізований 08.05.1944, помер від ран 01.09.1944, похований на цвинтарі міста Старобільськ.
- Грушецький Антон Іванович (1927—1945) — червоноармієць, мобілізований 08.05.1944, загинув у бою 26.01.1945 року, похований у місті Совєтськ, у Росії.
- Грушецький Василь Миколайович (1900—1968) — червоноармієць, мобілізований 11.05.1944. Нагороджений медаллю «За бойові заслуги» (15.03.1945) та медаллю «За взяття Берліна» (09.05.1945).
- Довганюк Степан Олексійович (1902—?) — ефрейтор, мобілізований у травні 1944 року. Нагороджений медаллю «За відвагу» (23.04.1945), медаллю «За перемогу над Німеччиною у Великій Вітчизняній війні 1941—1945 рр.» (09.05.1945) та медаллю «За взяття Будапешта» (09.06.1945).
- Карач Ярослав Михайлович (1914—?) — червоноармієць, мобілізований 08.05.1944, зник безвісті 07.03.1945.
- Кисилиця Василь Миколайович (1920—?) — червоноармієць, мобілізований в 1944 році. Нагороджений медаллю «За відвагу» (17.08.1945).
- Кисилиця Іван Степанович (1920—?) — старший сержант, мобілізований 06.071944. Нагороджений орденом Червоної Зірки, орденом Слави ІІІ ступеня (28.03.1945), медаллю «За перемогу над Німеччиною у Великій Вітчизняній війні 1941—1945 рр.» (09.05.1945) та орденом Вітчизняної війни ІІ ступеня (06.04.1985).
- Кисилиця Микола Дмитрович (1908—1944) — червоноармієць, мобілізований 11.05.1944, помер від ран 10.12.1944 року, похований у селі Колоз, в Угорщині.
- Кисилиця Микола Іванович (1899—?) — рядовий, мобілізований 12.05.1944, комісований на роботи в Криворізькому залізорудному басейні 28.06.1944 року.
- Кисилиця Михайло Степанович (1916—1999) — рядовий, мобілізований в 1944 році. Нагороджений орденом Вітчизняної війни (1985).
- Кисилиця Олександр Іванович (1909—1945) — червоноармієць, мобілізований 10.05.1944, загинув у бою 06.03.1945, похований у місті Бічке[en], в Угорщині.
- Кисилиця Олексій Миколайович (1922—?) — рядовий гвардії, мобілізований 11.05.1944. Нагороджений медаллю «За відвагу» (06.05.1945) та медаль «За відвагу» (06.05.1945).
- Кіф'як Василь Олексійович (1918—?) — червоноармієць, мобілізований 11.05.1944, зник безвісті 03.02.1945, у Франкфурті-на-Одері, у Німеччині.
- Костюк Іван Федорович (1921—?) — червоноармієць, мобілізований 11.05.1944, зник безвісті 09.03.1945 року.
- Краснодемський Дмитро Казимирович (1902—1945) — сержант, мобілізований 10.05.1944, загинув у бою 27.04.1945, похований у місті Бранденбург, у Німеччині.
- Краснодемський Петро Казимирович (1913—?) — червоноармієць, мобілізований у травні 1944 року. Нагороджений медаллю «За відвагу» (20.05.1945).
- Крупей Михайло Афійович (1920/21—?) — червоноармієць, мобілізований 11.05.1944. Нагороджений орденом Слави ІІІ ступеня (30.05.1945)
- Лесюк Олексій Дмитрович (1903—?) — червоноармієць, мобілізований 08.05.1944, зник безвісті 04.09.1944 року.
- Лесюк Олексій Дмитрович (1910—?) — червоноармієць, мобілізований 08.05.1944, зник безвісті у листопаді 1944 року.
- Михайлищук Василь Миколайович (1906—?) — червоноармієць, мобілізований 10.05.1944, зник безвісті.
- Михайлюк Михайло Мартинович (1914—1945) — червоноармієць, сапер, мобілізований 11.05.1944, загинув у бою 02.03.1945, похований 05.03.1945 в селі Фалькенберг[pl][джерело?], у Польщі.
- Михальчук Дмитро Миколайович (1902—1945) — червоноармієць, мобілізований 10.05.1944, загинув у бою 04.02.1945, похований у селі Пакозд[en], в Угорщині.
- Москалюк Петро Миколайович (1900—?) — червоноармієць, мобілізований у травні 1944 року. Нагороджений медаллю «За бойові заслуги».
- Никифорук Григорій Степанович (1925—1945) — червоноармієць, мобілізований 16.06.1944, загинув у бою 15.01.1945, похований у місті Кельце, у Польщі.
- Никифорук Іван Степанович (1922—1944) — червоноармієць, мобілізований 13.05.1944, загинув у бою 13.12.1944, похований у селі Чес, в Угорщині.
- Палій Іван Васильович (1901—?) — червоноармієць, мобілізований 12.05.1944, комісований на роботи в Криворізькому залізорудному басейні 28.06.1944 року.
- Перегінчук Микола Іванович (1924—?) — червоноармієць, мобілізований в 1944 році, надалі — комісований через поранення. Нагороджений медаллю «За відвагу» (13.10.1944), медаллю «За перемогу над Німеччиною у Великій Вітчизняній війні 1941—1945 рр.» (09.05.1948) та орденом Вітчизняної війни І ступеня (01.08.1986).
- Равлюк Андрій Миколайович (1912—?) — рядовий, мобілізований 12.05.1944, комісований на роботи в Криворізькому залізорудному басейні 28.06.1944 року.
- Равлюк Василь Миколайович (1924—?) — червоноармієць, мобілізований 13.05.1944, зник безвісті у квітні 1945 року.
- Скоропад Павло Юрійович (1926—?) — червоноармієць, мобілізований 12.05.1944, комісований на роботи в Криворізькому залізорудному басейні 28.06.1944 року.
- Скрипінський Михайло Васильович (1922—1945) — червоноармієць, мобілізований 10.05.1944, помер від ран 25.04.1945, похований у м. Деберн, у Німеччині.
- Скрипінський Петро Миколайович (1921—1945) — червоноармієць, мобілізований 11.05.1944, загинув у бою 01.02.1945, похований у селі Старий Волув, у Польщі.
- Стецик Василь Федорович (1912—?) — червоноармієць, уродженець села Вовчківці, мобілізований 16.05.1944, комісований 12.08.1944, внаслідок хвороби.
- Стецик Михайло Федорович (1914—1944) — червоноармієць, уродженець села Вовчківці, мобілізований у травні 1944 року, помер від завороту кишок 03.10.1944, похований у місті Ківерці.
- Стецик Семен Федорович (1920—2004) — червоноармієць, уродженець села Вовчківці, мобілізований 15.05.1944, отримав поранення в грудні 1944-го. Нагороджений медаллю «За відвагу» (22.01.1945), медаллю «За перемогу над Німеччиною у Великій Вітчизняній війні 1941—1945 рр.» (09.05.1946), орденом Вітчизняної війни ІІ ступеня (1985).
- Тарновецький Василь Васильович (1921—?) — рядовий, мобілізований у травні 1944 року. Отримав поранення та загинув під час Ризької операції в вересні 1944-го.
- Тарновецький Дмитро Степанович (1901?) — рядовий, мобілізований 12.05.1944, комісований на роботи в Криворізькому залізорудному басейні 28.06.1944 року.
- Тарновецький Микола Васильович (1914—1944) — червоноармієць, мобілізований 11.05.1944, загинув у бою 30.12.1944, похований у селі Шаркерстеш, в Угорщині.
- Тарновецький Олексій Васильович (1919—1945) — червоноармієць, мобілізований 11.05.1944, загинув у бою 27.03.1945, похований у місті Кляйн-Кельпен, у Польщі.
- Тарновецький Олексій Степанович (1923—?) — червоноармієць, мобілізований 12.05.1944, комісований на роботи в Криворізькому залізорудному басейні 28.06.1944 року.
- Тимофій Василь Степанович (1908—?) — червоноармієць, мобілізований 11.05.1944, зник безвісті у травні 1945 року.
- Філіпчук Іван Миколайович (1922/23—?) — червоноармієць, мобілізований у травні 1944 року. Нагороджений медаллю «За перемогу над Німеччиною у Великій Вітчизняній війні 1941—1945 рр.» (09.05.1945), медаллю «За відвагу» (06.06.1945) та медаллю «За взяття Берліна» (09.06.1945).
- Хапіцький Григорій Ількович (1913—1992) — рядовий, мобілізований у травні 1944 року. Нагороджений медаллю «За перемогу над Німеччиною у Великій Вітчизняній війні 1941—1945 рр.» (12.09.1946), медаллю «Двадцять років перемоги в Великій Вітчизняній війні 1941—1945 рр.» (08.10.1966), нагрудним знаком «25 років перемоги в Великій Вітчизняній війні» (1970), медаллю «Тридцять років перемоги в Великій Вітчизняній війні 1941—1945 рр.» (02.02.1976), орденом Вітчизняної війни I та ІІ ступеня (11.03.1985), медаллю «Сорок років перемоги в Великій Вітчизняній війні 1941—1945 рр.» (05.1985).
- Хапіцький Федір Ількович (1908—1945) — червоноармієць, мобілізований 11.05.1944, загинув у бою з танковою дивізією СС, похований у місті Бічке[en], в Угорщині.

#### Члени ОУН-УПА
- Бойчук Василина Олексіївна (1921—?) — переховувала членів ОУН, готувала їжу. Військовим трибуналом військ МВС Станіславської обл. 10.06.1946 засуджена на 10 років позбавлення волі.
- Валігурська Анастасія Василівна (1922—?) — кур'єр ОУН, збирала продукти для УПА. Військовим трибуналом військ НКВС Станіславської обл. засуджена на 10 років позбавлення волі та 5 років пораження в правах із конфіскацією майна.
- Валігурський Микола Михайлович (1907—?) — зв'язковий ОУН. Військовим трибуналом військ МВС Станіславської обл. 08.06.1946 засуджений на 10 років позбавлення волі та 3 роки пораження в правах із конфіскацією майна.
- Галащук Софія Михайлівна (1911—?) — збирала гроші та одяг для УПА. Військовим трибуналом військ МВС Станіславської обл. 24.04.1946 засуджена на 10 років позбавлення волі та 5 років пораження в правах.
- Гелеван Дмитро Петрович (1884—?) — переховував керівника райпроводу ОУН. Військовим трибуналом військ МВС Станіславської обл. 16.05.1946 засуджений на 10 років позбавлення волі та 5 років пораження в правах із конфіскацією майна.
- Грабчук Олексій Миколайович (1917—?) — вчитель, переховував вояків УПА, давав їм продукти. Військовим трибуналом військ МВС Станіславської обл. 16.05.1946 засуджений на 10 років позбавлення волі та 5 років пораження в правах із конфіскацією майна.
- Григорчук Марія Василівна (1918—1946) — зв'язкова УПА, збирала продукти для УПА. Військовим трибуналом військ МВС Станіславської обл. 16.05.1946 засуджена на 10 років позбавлення волі та 5 років пораження в правах із конфіскацією майна, загинула 03.08.1946 в ув'язненні в Донецькій обл., місце поховання невідоме.
- Григорчук Петро Миколайович (1919—1949) — стрілець боївки райпроводу ОУН, загинув у селі Трофанівка 11 жовтня 1949 року.
- Грушецька Ганна Миколаївна (1924—2018) — збирала продукти для ОУН. Військовим трибуналом військ НКВС Станіславської обл. 04.10.1945 засуджена на 15 років каторжних робіт і 5 років пораження в правах із конфіскацією майна.
- Грушецький Михайло Йосипович (1911—?) — переховував членів ОУН, постачав їм продукти. Військовим трибуналом військ МВС Станіславської обл. 27.09.1949 засуджений на а2 років позбавлення волі та 5 років пораження в правах із конфіскацією майна.
- Грушецький Дмитро Йосипович (1921—?) — переховував вояків УПА. Військовим трибуналом військ МВС Станіславської обл. 15.05.1946 засуджений на 10 років позбавлення волі із конфіскацією майна.
- Грушецький Антон Йосипович (1907—?) — переховував вояків УПА, матеріально допомагав їм. Особливою нарадою при МДБ СРСР 07.06.1950 засуджений на 10 років позбавлення волі.
- Довганюк Василь Петрович (1929—?) — вояк УПА, псевдо — Крук, не поривав зв'язків із УПА. Військовим трибуналом військ МВС Станіславської обл. 16.05.1946 засуджений на 10 років позбавлення волі із конфіскацією майна.
- Тарновецький Дмитро Іванович (1926—?) — секретар сільради, виконував доручення членів ОУН, переховував документи ОУН і бофони. Військовим трибуналом військ МВС Станіславської обл. 14.12.1949 засуджений на 25 років позбавлення волі та 5 років пораження в правах із конфіскацією майна.
- Тарновецький Дмитро Іванович (1924—?) — завідувач сільського клубу, вояк УПА, псевдо — Жук, збирав продукти для УПА. Військовим трибуналом військ МВС Станіславської обл. 16.05.1946 засуджений на 15 років каторжних робіт і 5 років пораження в правах із конфіскацією майна.
- Кисилиця Варвара Федорівна (1904—1996) — член ОУН, псевдо — Неня, спецкур'єр окружного проводу ОУН. Військовим трибуналом військ МВС Станіславської обл. 11.06.1946 засуджена на 10 років позбавлення волі та 5 років пораження в правах. Учасниця Кенгірського повстання.
- Кисилиця Василина Миколаївна (1925—?) — член ОУН з лютого 1944 року, псевдо — Славка, станична та референт жіноцтва станичного проводу ОУН. Організовувала збір харчів, зберігала підпільну літературу та займалась вербуванням. Військовим трибуналом військ НКВС Станіславської обл. 04.10.1945 засуджена на 15 років каторжних робіт і 5 років пораження в правах із конфіскацією майна. Реабілітована 02.11.1991.
- Кисилиця Ганна Михайлівна (1927—?) — член ОУН, псевдо — Хвиля, Чорна, заступниця керівника районного проводу ОУН. Військовим трибуналом військ МВС Станіславської обл. 11.06.1946 засуджена на 15 років каторжних робіт і 5 років пораження в правах. Учасниця Кенгірського повстання.
- Кисилиця Михайло Федорович (1927—?) — член ОУН з квітня 1944 року, псевдо — Брехун, зв'язковий та станичний провідник ОУН. У березні 1945 року затриманий НКДБ. Вийшов з-під варти після погодження на співпрацю. Засуджений 04.10.1945 після участі в замаху на завідуючого військового відділу Гвіздецького району. У реабілітації відмовлено 13.02.1992.
- Кисилиця Федір Васильович (1882—1946) — член ОУН, псевдо — Дідо, збирав продукти для УПА. Військовим трибуналом 23-ї механізованої дивізії 25.01.1946 засуджений на 10 років позбавлення волі та 5 років пораження в правах. Загинув 24.02.1946 в ув'язненні, місце поховання невідоме.
- Кисилиця Євдокія Василівна (1902—?) — переховувала вояків УПА, у її будинку був пункт зв'язку ОУН. Військовим трибуналом військ МВС Станіславської обл. 16.05.1946 засуджена на 10 років позбавлення волі та 5 років пораження в правах із конфіскацією майна.
- Кіф'як Олексій Якович (1898—1952) — арештований за зв'язки з УПА в листопаді 1948 року. Засуджений на 25 років позбавлення волі. Помер в ув'язненні в 1952 році. Не реабілітований.[27]
- Лесюк Марія Миколаївна (1903—?) — збирала продукти для УПА. Військовим трибуналом військ МВС Станіславської обл. 16.01.1951 засуджена на 25 років позбавлення волі та 5 років пораження в правах із конфіскацією майна.
- Микитюк Микола Олексійович (1900—?) — молочар, член ОУН, псевдо — Нечай, Степан, інформатор ОУН, розповсюджував бофони й антирадянські листівки. Заарештований 11.10.1949 за статтею 54-11 УК УССР, 54-1 а УК УССР. Особливою нарадою при МДБ СРСР 22.02.1950 засуджений на 10 років позбавлення волі у виправно-трудовому таборі. Реабілітований 17.08.1993.
- Микитюк Іван Васильович (1899—?) — член ОУН, передав для УПА 190 кг зерна і 1000 крб. Військовим трибуналом військ МВС Станіславської обл. 16.05.1946 засуджений на 10 років позбавлення волі та 5 років пораження в правах із конфіскацією майна.
- Микитюк Ганна Іванівна (1927—?) — збирала зерно для УПА. Військовим трибуналом військ МВС Станіславської обл. 16.05.1946 засуджена на 10 років позбавлення волі та 5 років пораження в правах із конфіскацією майна.
- Михайлищук Василина Петрівна (1909—?) — у будинку був пункт зв'язку ОУН, переховувала членів ОУН. Військовим трибуналом військ МВС Станіславської обл. 11.10.1949 засуджена на 25 років позбавлення волі та 5 років пораження в правах із конфіскацією майна.
- Михальчук Михайло Петрович (1894—?) — переховував у криївці вояків УПА. Військовим трибуналом військ МВС Станіславської обл. 11.06.1946 засуджений на 10 років позбавлення волі та 3 роки пораження в правах із конфіскацією майна.
- Михальчук Дарія Михайлівна (1928—?) — постачала продукти воякам УПА. Військовим трибуналом військ МВС Станіславської обл. 30.12.1953 засуджена на 25 років позбавлення волі з конфіскацією майна.
- Палій Ганна Миколаївна (1927—?) — зв'язкова ОУН, псевдо — Ружа, збирала продукти для УПА. Військовим трибуналом військ НКВС Станіславської обл. 04.10.1945 засуджена на 15 років каторжних робіт і 5 років пораження в правах із конфіскацією майна.
- Процюк Василь Федорович (1891—1949) — переховував членів ОУН, постачав їм продукти. Військовим трибуналом військ МВС Станіславської обл. 30.06.1946 засуджений на 10 років позбавлення волі з конфіскацією майна. Загинув 19.07.1949 в ув'язненні, місце поховання невідоме.
- Угринчук Роман Дмитрович (1929—?) — вчитель, член ОУН, псевдо — Сава, інформатор станичної ОУН. Військовим трибуналом військ МВС Станіславської обл. 16.05.1946 засуджений на 10 років позбавлення волі з конфіскацією майна.
- Шокалюк Василь Федорович (1923—?) — вояк УПА, збирав продукти для УПА. Військовим трибуналом військ МВС Станіславської обл. 16.05.1946 засуджений на 10 років позбавлення волі та 5 років пораження в правах.

### Жертви Голокосту

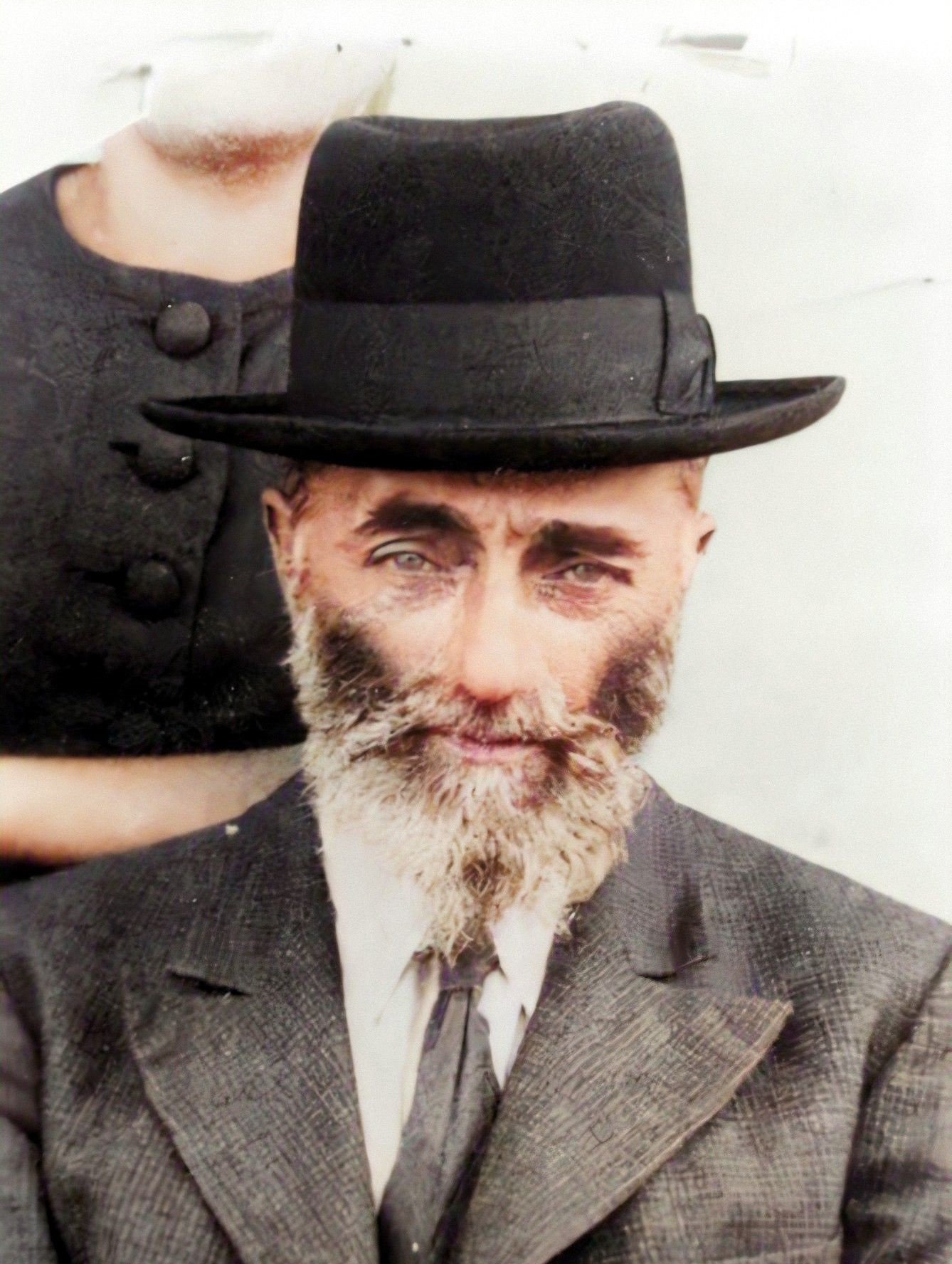
Шалом Штрейфельд-Дерфель — уродженець Слобідки, жертва Голокосту

- Ланкснер Гітель (1920—1942) — вбита в березні 1942 року, у Гвіздці.
- Ланкснер Етка (1917—1942) — розстріляна в 1942 році.
- Ланкснер Лея (1913—1942) — розстріляна 15 грудня 1942 року.
- Ланкснер Малка (1870—1942) — розстріляна 15 грудня 1942 року.
- Ланкснер Роза (1914—1942) — розстріляна в 1942 році.
- Ланкснер Сара (1893—1942) — розстріляна в 1942 році.
- Ланкснер Шая (1897—1942) — розстріляна в 1942 році.
- Ланкснер Шая (1923—1942) — розстріляна в 1942 році.
- Ланкснер Шмуель (1889—1942) — розстріляний в 1942 році.
- Ланкснер Шмуель (1900—1942) — вбитий у березні 1942 року, у Гвіздці
- Ланкснер Яков (1920—1942) — вбитий у березні 1942 року.
- Сойхер Зайда (1920—1942) — розстріляна в 1942 році.
- Сойхер Люба (1925—1942) — розстріляна в 1942 році.
- Сойхер Сара (1928—1942) — розстріляна в 1942 році.
- Сойхер Т. (1883—1942) — розстріляний в 1942 році.
- Штрейфелд-Дерфель Шалом (1886—1942) — вбитий у гетто Коломиї, в 1942 році.

### Визначні уродженці села
- Микитюк Микола Олексійович — вояк Української Галицької Армії, режисер місцевого драмгуртка, член ОУН.
- Микитюк Федір Михайлович — заслужений механізатор Української РСР.
- Михальчук Роман Васильович — майстер спорту міжнародного класу з гирьового спорту. Чотириразовий чемпіон світу, триразовий чемпіон колишніх союзних першостей, десятиразовий чемпіон Збройних  Сил. 30 разів установлював світові рекорди у своїй ваговій категорії, полковник.
- Валігурський Дмитро Іванович — доктор економічних наук, професор кафедри комерції Московського університету кооперації є автором понад 50 наукових робіт в області роздрібної торгівлі і підприємництва, співголова Московського селянського союзу.
- Михальчук Дмитро Степанович — доцент кафедри судинної хірургії, асистент професора Івано-Франківської медичної академії, кандидат медичних наук.
- Григорчук Микола Олексійович — кандидат історичних наук, завідувач кафедри політології і філософії Хмельницького технологічного інституту.
- Рис-Василевич Гафія Ярославівна — кандидат філологічних наук, доцент кафедри української мови Прикарпатського університету.
- Василевич Роман Ярославович — кандидат медичних наук, викладач Івано-Франківської медичної академії.
- Довганюк Ярослав Петрович — директор Городенківського ПТУ № 31.
- Кисилиця Дмитро Михайлович — капітан міліції.
- Томчук Оксана Іванівна — кандидат біологічних наук.

## Пам'ятники

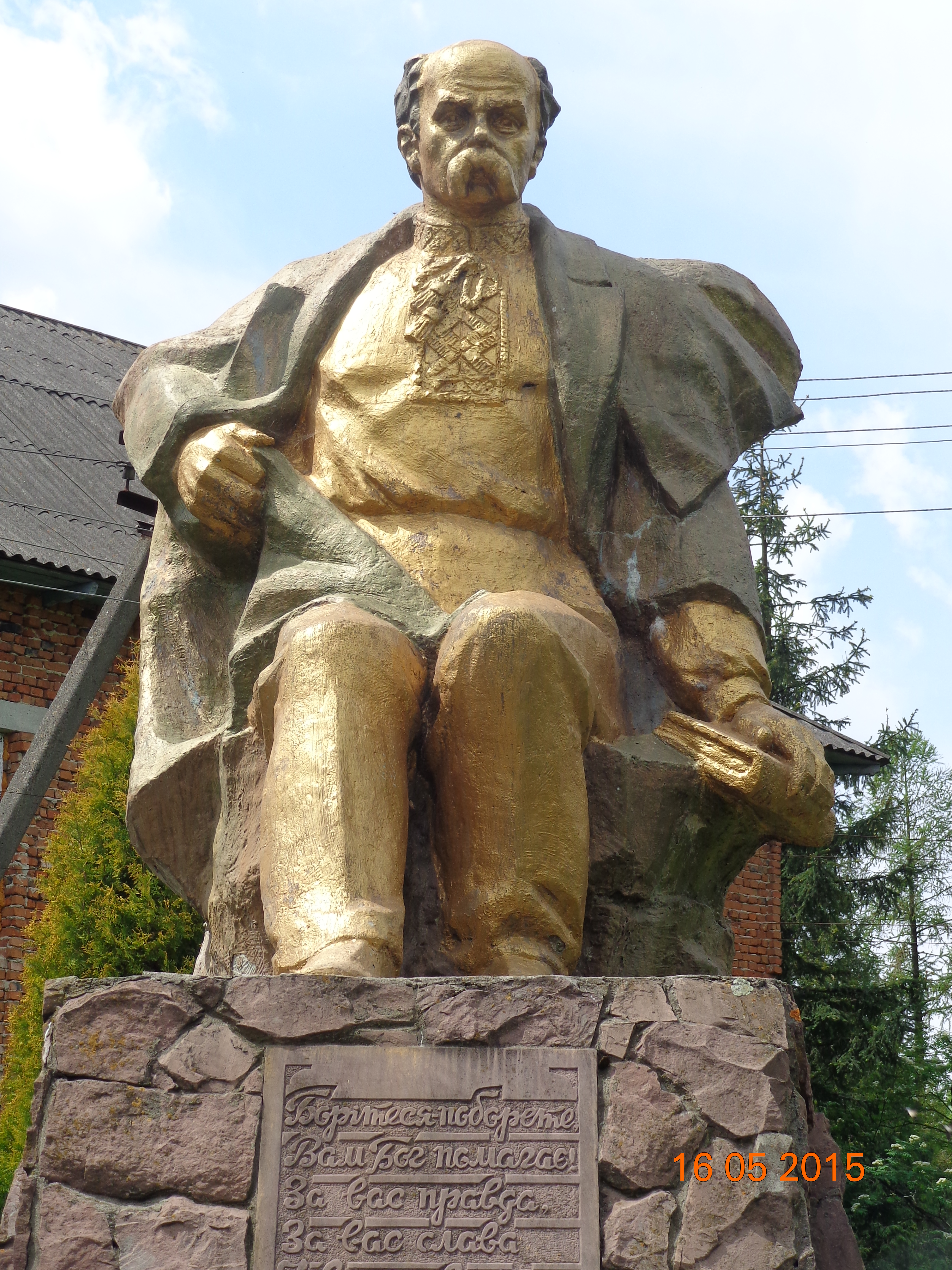

### Пам'ятник Т.Г.Шевченку
24 серпня 1996 року — на місці старої школи відкрито пам'ятник Тарасу Григоровичу Шевченку (1814—1861), який збудовано на пожертви односельчан та за ініціативою сільського голови Стецика Миколи Федоровича.

### Могила Січових Стрільців
19 грудня 1991 року на св. Миколая — закладено та освячено перший камінь під спорудження могили Січовим Стрільцям. Покладено національний прапор, хрест, табличку з написом «Освячене місце для насипання могили Січовим Стрільцям у честь проголошення незалежної держави України».
Встановлено 6 пам'ятних хрестів.

## Топографія села

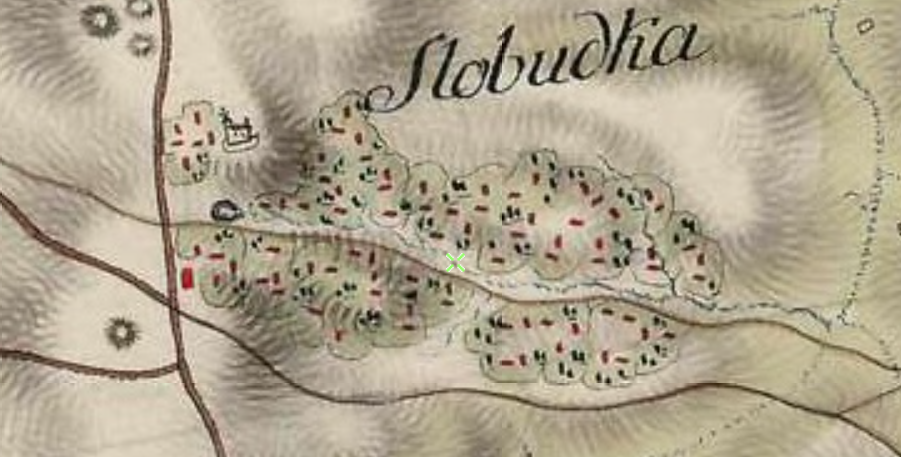
Село на мапі фон Міга, 1779—1783
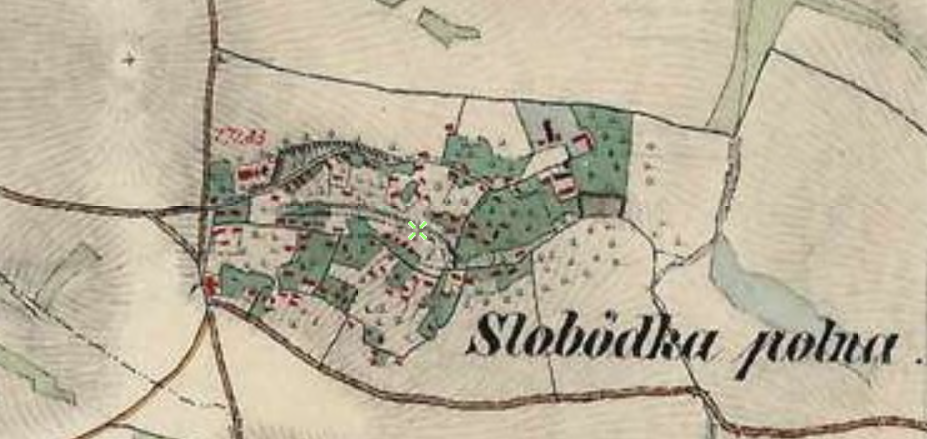
Село на австрійській воєнній карті Галіції і Буковини 1861—1864 років
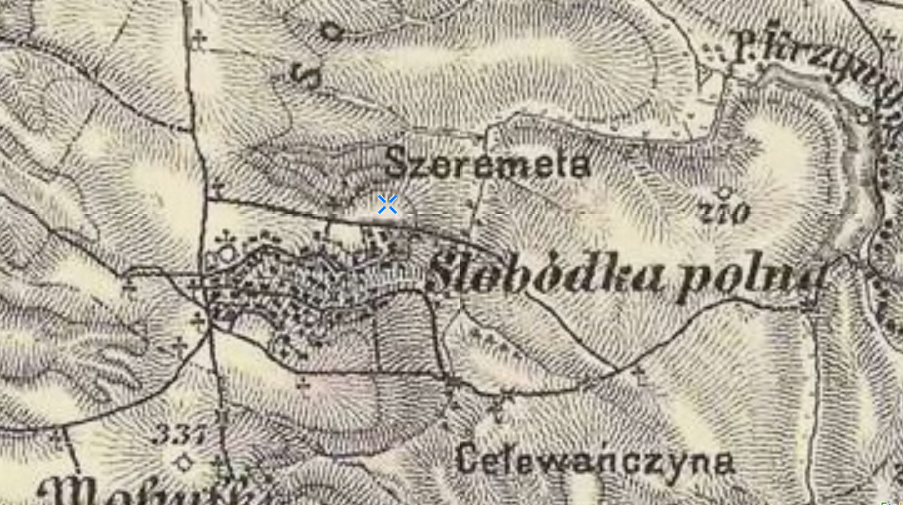
Село на австрійській воєнній карті Галіції і Буковини 1869—1912 років
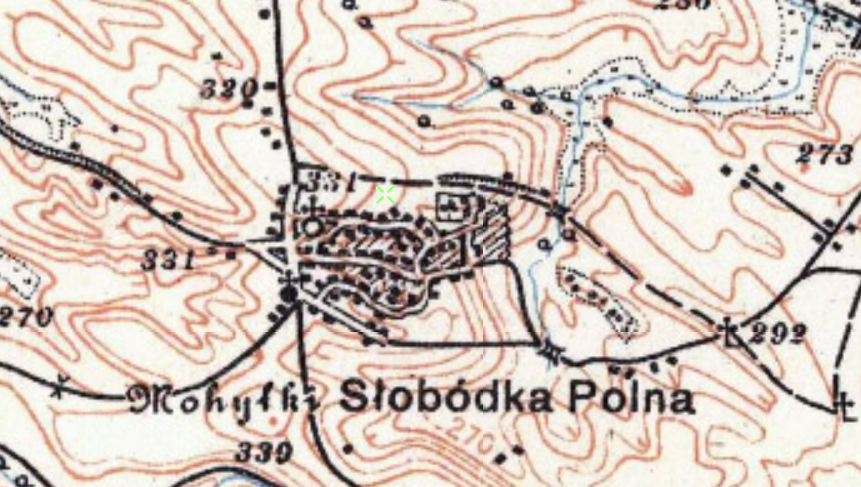
Село на польській воєнній карті Західної України 1924—1939 років
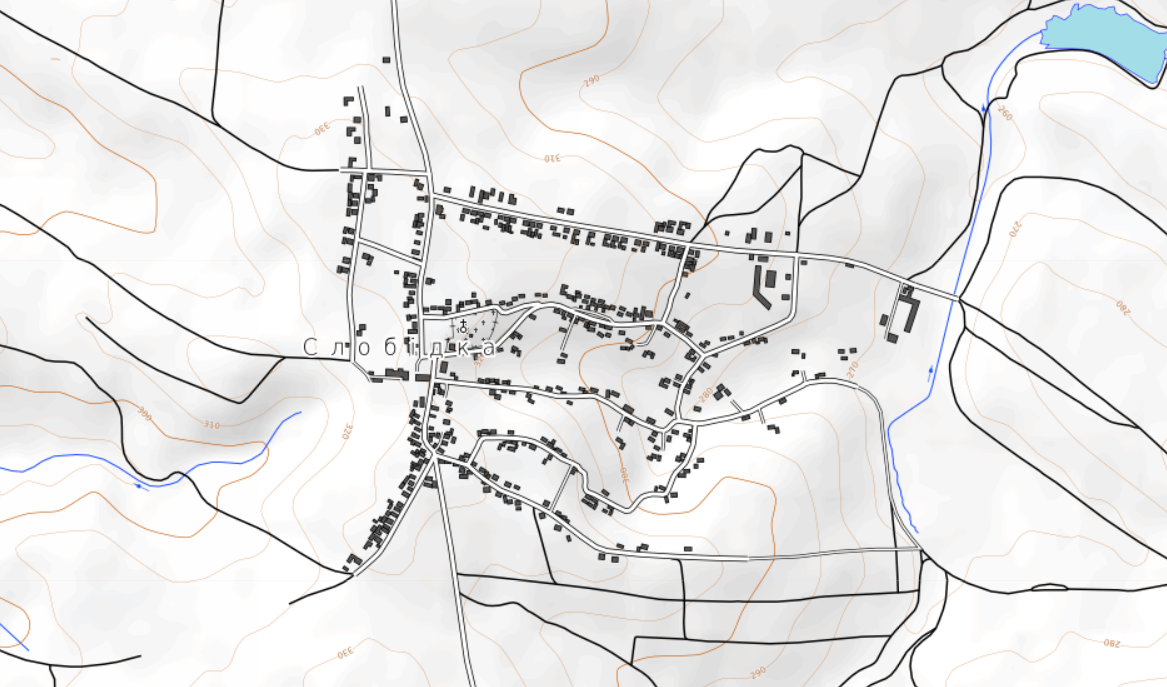
Сучасна топографічна карта села

### Урочища
- Солонець
- Перелазник
- Дубровка
- Могилки
- Гелеванщина
- Шеремета
- Гуркало
- Сторожна
- Панський лан
- Береза
- Ковбур
- Бойчукова Скала
- Глибока долина
- Чубів горб
- Рівне
- Блямок
- Семчук
- Мартинюк
- Кадлуб